# Jan Vítek
Jan Vítek (* 16. září 1925 Praha) je český stavební inženýr. Celoživotně se věnuje navrhování staveb z předpjatého betonu a zavádění nových technologií pro jejich provádění. Je autorizován v oboru Mosty a inženýrské konstrukce (ČKAIT 0005336, IM00). Inicioval založení výzkumného pracoviště pro předpjatý beton u Staveb silnic a železnic (SSŽ). Pod jeho vedením byla vyvinuta řada pokrokových postupů pro výstavbu mostů. Je autorem oceněného projektu v soutěži na Nuselský most, na jehož podkladě byla vypracována podrobná dokumentace pro realizaci této významné stavby. Spolupracoval s ČVUT, působil jako expert při řešení pražského komunikačního systému, jako soudní znalec, technický poradce, organizátor soutěží. Byl členem mezinárodních odborných společností pro beton a mosty. V roce 2018 byl jmenován čestným členem České komory autorizovaných inženýrů a techniků činných ve výstavbě (ČKAIT).
Inženýrský titul získal Ing. Vítek na Fakultě inženýrského stavitelství ČVUT (nyní Fakulta stavební ČVUT), kde studoval mezi lety 1945 a 1949. Jeho specializací byla konstrukce a dopravní stavby. Titul CSc. obdržel roku 1958 po obhajobě disertační práce Letištní vozovky z předpjatého betonu. Postgraduální studium absolvoval v Paříži (1963–1964). Titul DrSc. získal roku 1988 za disertační práci Teorie a konstrukce mostních staveb. Jeho projektová činnost je mimořádně rozsáhlá, podílel se především na realizaci mnoha mostů, z nichž nejznámější je Nuselský most, vybraný k realizaci na základě výsledku celostátní soutěže. Stojí také za mnoha zahraničními projekty, připravil například návrh mostu u Bejrútu v Libanonu, podílel se na projednávání realizace mostu přes rameno řeky Mekong v Kambodži či na přípravě technologie výstavby mostu přes Nil. Za zmínku stojí také jeho publikační činnost, je autorem více než 100 kratších textů (článků a závěrečných zpráv výzkumných úkolů) a několika obsáhlých odborných publikací. Za všechny lze jmenovat knihu Historie předpjatého betonu, která souhrnně pojednává o předpjatém betonu od jeho počátku až do devadesátých let 20. století, nebo publikaci Mosty v České republice, která představuje čtenářům mostní stavitelství u nás. Na konkrétních příkladech našich mostů dokumentuje vývoj stavebních konstrukcí a stavebních technologií od středověku až do současnosti. Napsal také učebnici o mostech pro průmyslové školy a praxi Stavby mostů, která vyšla postupně ve třech vydáních a je přeložena i do slovenštiny.
Synem Jana Vítka je profesor Jan L. Vítek (* 1958). 

## Profesionální praxe
Již během studia působil Ing. Vítek jako asistent na Katedře silnic (1949), dále pracoval jako projektant a stavbyvedoucí (1950–1958). Později nastoupil jako vedoucí výzkumného střediska pro předpjatý beton a mosty u n. p. Stavby silnic a železnic (1958–1973), následně působil jako technický expert tamtéž (1973–1977). Poté pracoval jako technický poradce pro inženýrské stavby na generálním ředitelství Výstavby hl. m. Prahy (1978–1983) a jako vedoucí odboru technologie výzkumného ústavu VUM (1984–1990).
Po roce 1989 ponejvíce pracoval jako technický poradce zahraničních firem. Mezi lety 1990–1991 působil ve firmě Schenk (Darmstadt). Zde mimo jiné připravil návrh váhy pro kolejová vozidla. Dále pracoval pro developerskou společnost Plan und Bau (Vídeň) jako zodpovědný zástupce a poradce, vedl také jednání s úřady, investory a vedením stavby.
Pro firmy AST (Graz) a Plan und Bau prováděl technický dozor nad stavbou paláce na Václavském náměstí (1997–2002).
Podílel se také na řešení technických problémů, např. na ochraně proti zemětřesení na stavbě v Bukurešti, připravoval konstrukční části projektů, vykonával technický dozor, technické a ekonomické hodnocení staveb (1989–2009).

## Projektová činnost a výrobní technologie
- Most přes Labe v Pardubicích, spolupráce (1954–1955)
- Projekt a stavební technologie mostu v Želnavě – první spojitá konstrukce betonovaná letmo (1955)
- Most v Neznášově – druhé uplatnění konstrukce téhož typu (kolem roku 1961)
- Dva mosty přes Vltavu a Otavu u Zvíkova – velké mosty poprvé betonovány letmo – návrh lehkého posuvného bednění (1960–1963)
- Nuselský most – rozsáhlý soutěžní projekt, vybraný k realizaci na základě výsledku celostátní soutěže (1958–1960)
- Most v Bílině délky cca 1100 m z 550 typizovaných prefabrikátů – způsob montáže, návrh a realizace výhodného a lehkého montážního mostu – montáž nosné konstrukce trvala jen asi 7 měsíců (1967)
- Dálniční most (D10) přes Jizeru u Předměřic délky 450 m, z nových a výhodných nosníků z předem předpjatého betonu (Tauros) – projekt výrazně kvalitnější nosné konstrukce a organizace dokonalejší a rychlejší výroby nosníků na staveništi včetně proteplování betonu, zhotoveno 105 dlouhých nosníků o délce 30 m, spojování polí nad pilíři, aby se omezil počet dilatačních spár (1976)
- První experimentální most s vysouvanou nosnou konstrukcí u Vraždovy Lhotice u Švihovské nádrže – návrh a zajištění dodávky posuvného zařízení
- Most v Davli – návrh a zprostředkování výroby technologického zařízení pro dokonalejší a spolehlivější vysouvání mostu o hmotnosti přes 6000 tun ve stoupání 4%, kdy je potřebná velká síla pro vysunutí (1988–1990)
- Dlouhodobé měření (asi 10 let) průhybů větších mostů a sledování vlivu dotvarování betonu ve vztahu ke konstrukčnímu řešení (konzolové a spojité konstrukce)
- Nádrže z předpjatého betonu – způsoby vedení výztuže (1958–1960)
- Návrh zvláštní podzemní předpjaté nádrže čočkového tvaru, realizované na letišti Ostrava-Mošnov, ekonomicky výhodné provádění (kolem roku 1961)
- Experimentální stavba předpjaté vozovky a průkaz její nevhodnosti v silničním stavitelství (1960)
- Pro GŘ Výstavby hl. m. Prahy také příprava podkladů a organizace tří velkých soutěží na složité úseky tras a křižovatek dopravního okruhu a zveřejnění výsledků (1978–1982)

### Spolupráce s ČVUT
- Studie využití betonování letmo obloukového mostu a vypracování návrhu posuvného bednění
- Dlouhodobější spolupráce na statickém posuzování mostních konstrukcí z prefabrikovaných předpjatých a také předem předpjatých nosníků

### Zahraniční činnost
- Návrh mostu u Bejrútu v Libanonu, pro Strojexport (1963)
- Projednávání realizace mostu přes rameno řeky Mekong v Kambodži, Strojexport (1974)
- Návrh vyvýšeného mostu (flyover) na hlavní široké silniční komunikaci v délce asi 2 km v Káhiře. Strojexport nezískal vlivem silné konkurence realizaci (1975)
- Most přes Nil (Giza Bridge) v Káhiře, pro Stavby silnic a železnic – technologie výstavby, zvláštní zjednodušený postup betonování letmo ve dvou fázích, jak to vyžadovaly místní poměry, včetně dodání dokumentace (1970)

## Všeobecně odborná činnost
Dlouholetý delegát Ministerstva stavebnictví u mezinárodních organizací (1962–1990):
- Člen FIP (Mezinárodní federace pro předpjatý beton)
- Člen IABSE = International Association for Bridge and Structural Engineering (Mezinárodní asociace pro mosty a inženýrské konstrukce)
- Člen společnosti francouzských inženýrů (1964–1972)

České organizace a univerzity:
- Člen vědecké rady výzkumných ústavů VUIS Bratislava a VUM Praha
- Člen komise pro závěrečné státní zkoušky na ČVUT (1974–1984)
- Člen státní komise pro obhajoby doktorských disertačních prací (1984–2001)
- Člen komise pro doktorské obhajoby (2001–2011)
- Soudní znalec na betonové mosty a konstrukce (1973–2020)

## Dílo
- Stavba mostů (SNTL, 1968–1989)[7] – učebnice o mostech pro průmyslové školy a praxi, vyšla postupně ve třech vydáních, vždy doplněných nejnovějšími poznatky, byla přeložena také do slovenštiny
- Mosty a tunely: Údržba a rekonstrukce železničních mostů a tunelů (Nadas, 1987)[8] – učebnice pro 4. ročník SPŠ stavební stud. oboru Dopravní stavitelství
- Historie předpjatého betonu (Informační centrum ČKAIT, 2016)[9] – rozvoj předpjatého betonu v Československu ve všech stavebních odvětvích mezi lety 1949 a 1989, doplněno technickými popisy a ilustracemi
- Světové mosty od antiky po současnost (Grada, 2019)[10] – přehled zajímavých mostů, vybraných z celého světa, doplněno technickými popisy a ilustracemi
- Mosty v České republice (Informační centrum ČKAIT, 2019)[11] – výběr technicky i pohledově zajímavých mostů, od historických až po současné, doplněno technickými popisy a ilustracemi

## Ocenění odborné činnosti
- Státní cena za rozvoj nových technologií mostů (1963)
- Mimořádné uznání za celoživotní aktivitu od Ministerstva dopravy (2001)
- Čestný člen České betonářské společnosti, Svazu ČSSI a ČKAIT
- Cena Středočeského kraje (osobnost stavitelství) za přínos kraji (2020)